# 生态法西斯主义
生态法西斯主义是一种理论上的政治模式，在这种模式下，极权主义政府要求个人为“有机整体”牺牲自己的利益，并依靠军国主义、扩张主义和可能的种族主义来保卫土地。
该术语也被用作批评环保运动的贬义修辞，例如在英国，该术语被用来描述极右翼试图在英國綠黨内部扩大影响力的行为。一些作家用它来指代未来反乌托邦政府可能出现的假想危险，这些政府可能诉诸极端或“法西斯”政策来处理环境问题。而其他作家则用它指代历史上以及现代法西斯运动中关注环境问题的部分。

## 定义
环境历史学家迈克尔·E·齐默曼将“生态法西斯主义”定义为“一个极权主义政府，要求个人牺牲自己的利益来维护土地的福祉和荣耀，这被理解为‘辉煌的生命之网’，或‘包括人及其国家在内的自然有机整体’。”齐默曼认为，尽管到目前为止没有一个已经存在的生态法西斯主义者政府，但它的主要方面可以在德国国家社会主义中找到，其中心口号之一是“血与土”。
环保人士大卫·奥顿则称这个术语在自然界中是贬义的，并说明它是“社会生态根源，反对深层生态运动及其支持者，通常说是环境运动。因此‘生态法西斯’等术语并非用于启蒙，而是用于抹黑。”